# Rhodostrophia glaucofusa
Rhodostrophia glaucofusa är en fjärilsart som beskrevs av George Francis Hampson 1907. Rhodostrophia glaucofusa ingår i släktet Rhodostrophia och familjen mätare. Inga underarter finns listade.